# Воїшниця
45°20′ пн. ш. 15°45′ сх. д. / 45.34° пн. ш. 15.75° сх. д.
Воїшниця (хорв. Vojišnica) — населений пункт у Хорватії, у Карловацькій жупанії у складі громади Войнич.

## Населення
Населення за даними перепису 2011 року становило 404 осіб.
Динаміка чисельності населення поселення: